# Hakea pandanicarpa
Hakea pandanicarpa (лат.) — кустарник или небольшое дерево, вид рода Хакея (Hakea) семейства Протейные (Proteaceae). Эндемик юго-запада Западной Австралии.

## Ботаническое описание
Hakea pandanicarpa — открытый вертикальный кустарник или небольшое дерево высотой 1–4,5 м. Цветки от бело-кремового до зеленоватого цвета появляются на кистях с 4-14 цветками по всей длине стебля. Веточки и молодые листья плотно прижаты к стеблю и покрыты короткими мягкими волосками. Одиночные листья имеют узкую эллиптическую или яйцевидную форму длиной 3–12 см и шириной 0,3–1,6 см с коротким стеблем у основания, сужающимся к закруглённому на вершине, и заканчиваются жёсткой тупой оконечностью. Плоды имеют наклонную яйцевидную форму 4,5–5,5 см в длину и 3,7–4,5 см в ширину с небольшими неровными выпуклыми пирамидальными выпуклостями на поверхности.

## Таксономия
Вид Hakea pandanicarpa был впервые официально описан в 1830 году шотландским ботаником Робертом Броуном, который исследовал виды, произраставшие между мысом Арид и заливом Лаки. Описание было опубликовано в журнале Supplementum primum prodromi florae Novae Hollandiae. Видовой эпитет — от названия рода Pandanus и греческого слова carpa, означающих «фрукт». Правильное слово для фруктов в древнегреческом, однако, karpos (καρπός).
В настоящее время признаны два подвида:
- Pandanicarpa crassifolia crassifolia (Meisn.) R.M.Barker. Этот подвид могут быть идентифицирован по плодам, в основном с гладкой поверхностью в молодом возрасте, которые с возрастом становятся более грубыми, но все же сравнительно гладкими. Внешний рисунок на плодах напоминает «засыхание грязи в глиняной кастрюле»[4]. Этот подвид растет от Корригина до Албани и с востока до Равенсторпа[6].
- Pandanicarpa crassifolia pandanicarpa  R.Br. имеет заметные выступы в форме пробковой пирамиды на плоде с раннего возраста. Подвид также имеет более восточный ареал, чем подвид crassifolia[4]. Растёт от восточного Национального парка Фицджеральд до бухты Израэлит[6].

## Распространение и местообитание
H. pandanicarpa растёт в южной части Западной Австралии, от хребта Стерлинг до залива Израэлит на песчаной равнине с низкими кустарниками, пустошами и иногда в эвкалиптовых лесах.

## Галерея

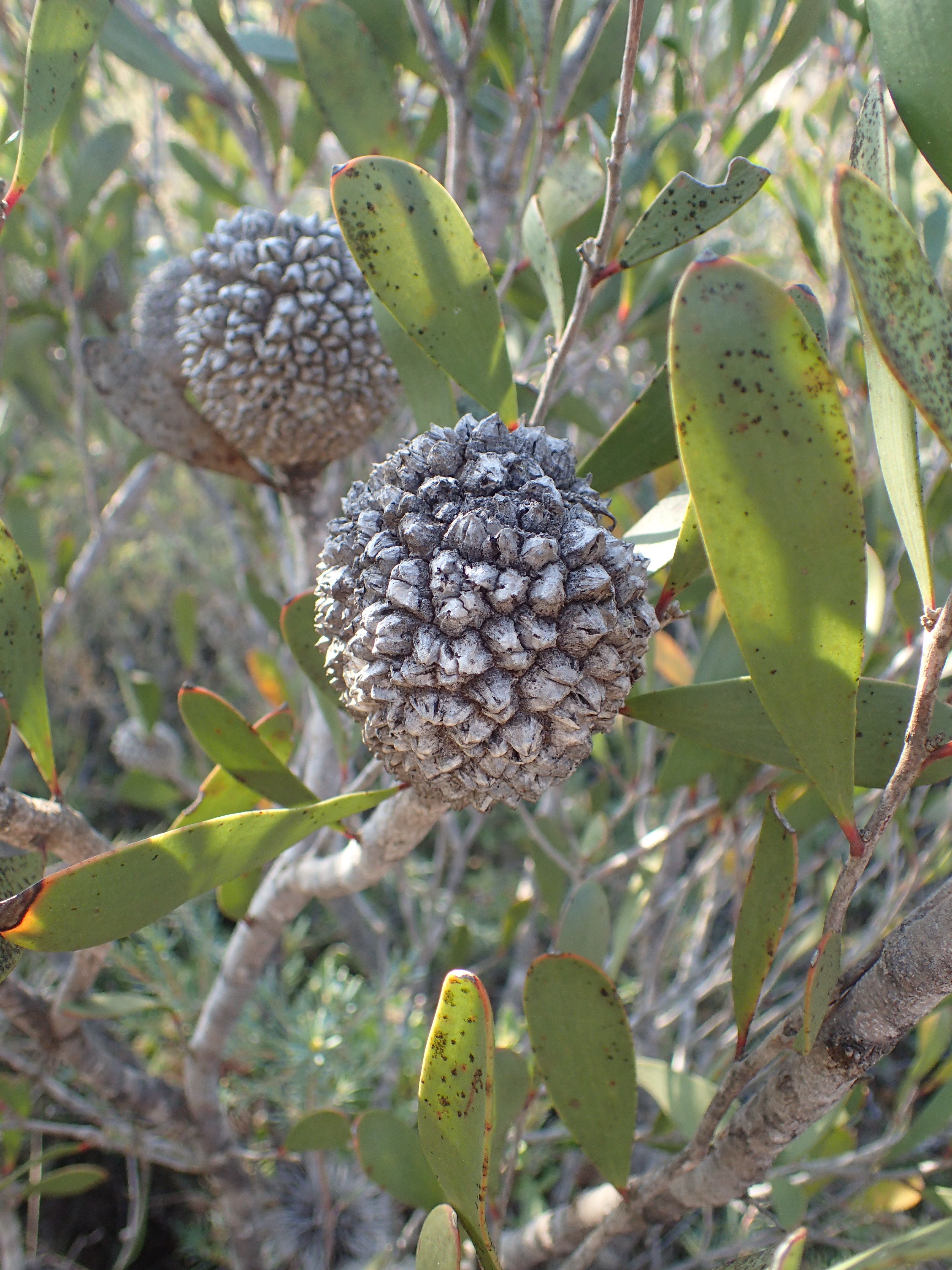
Плоды
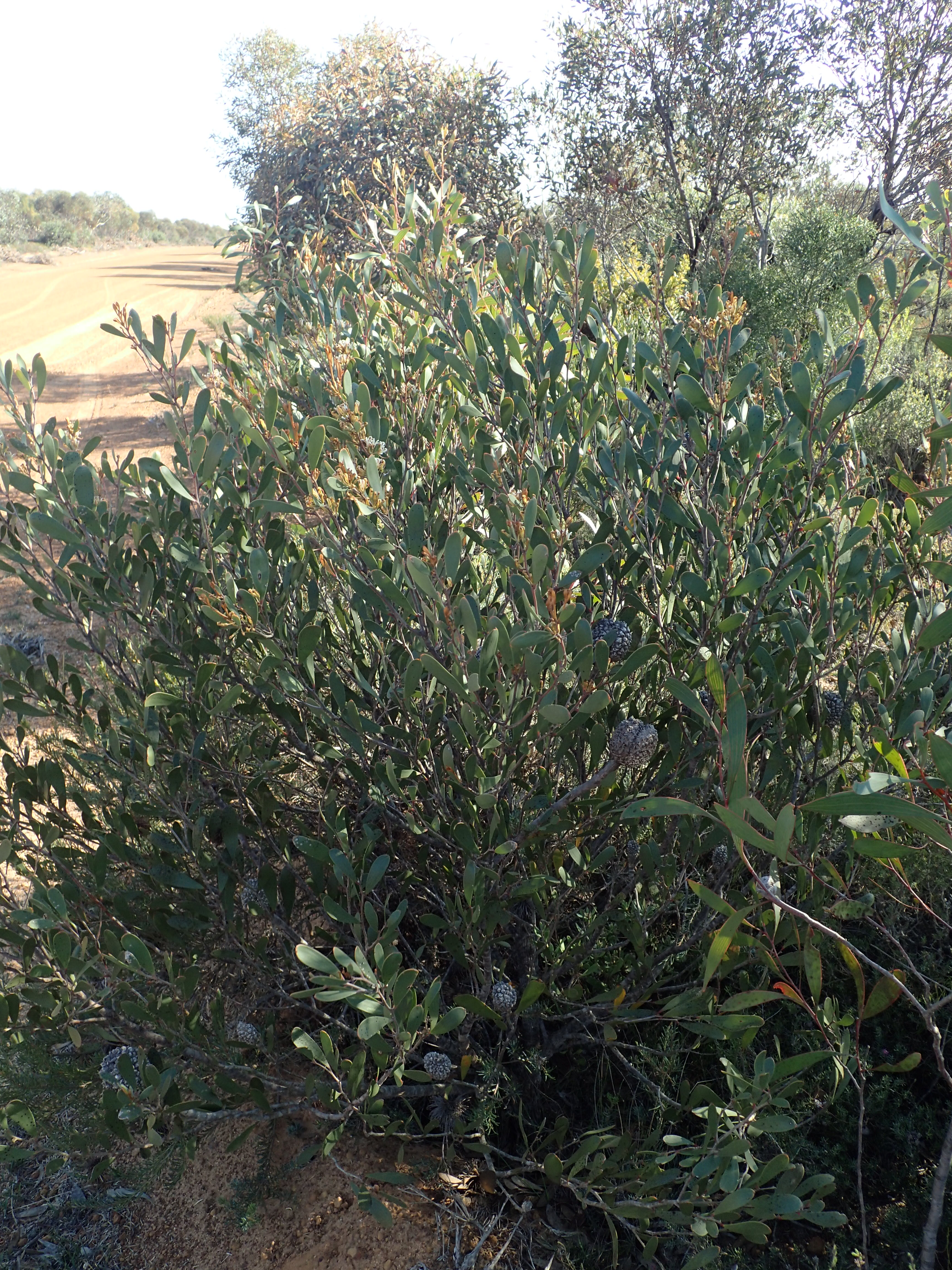
Общий вид
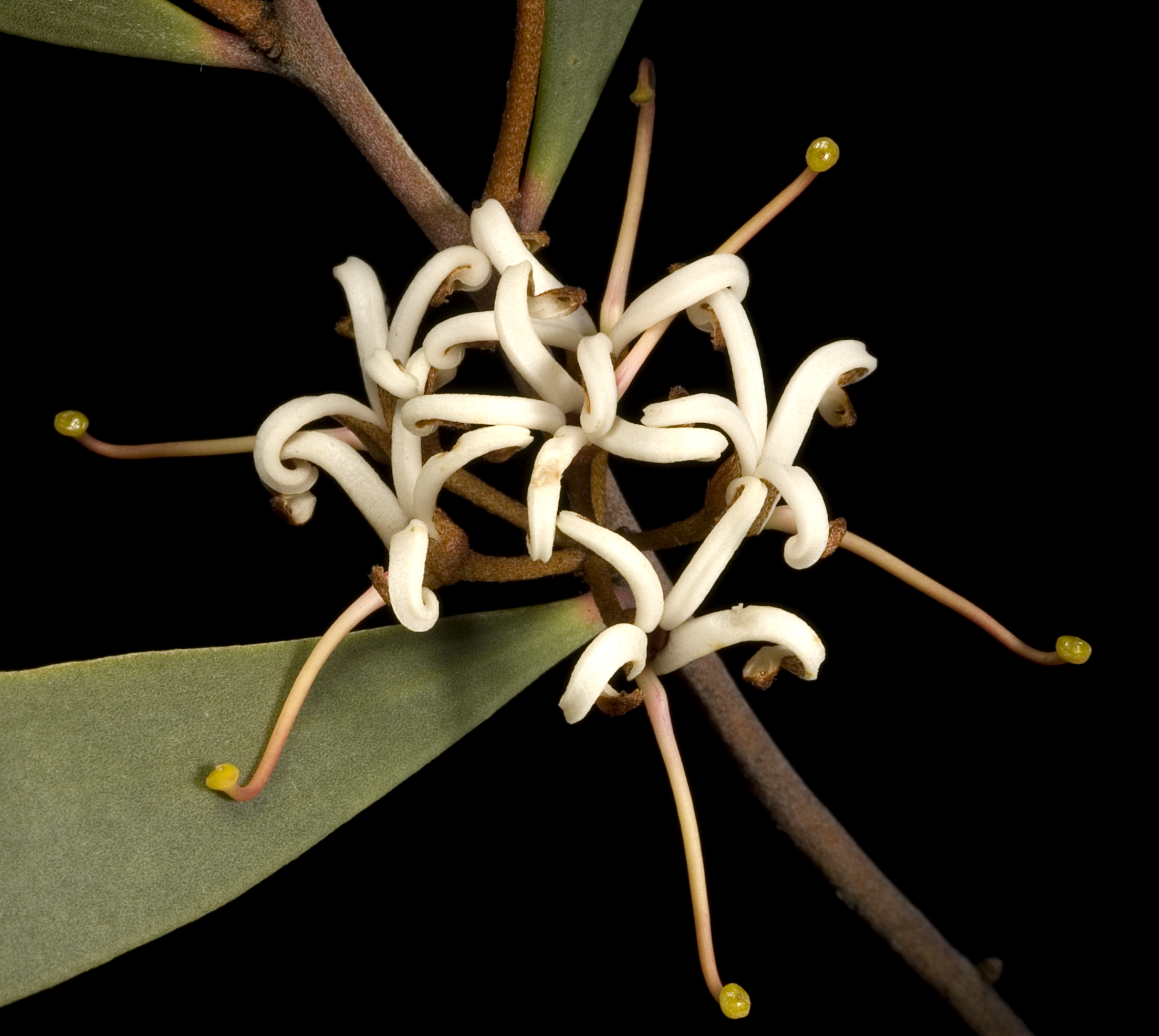
Цветы и листья